# Władysław Oporowski
Władysław z Oporowa herbu Sulima (ur. ok. 1395 w Oporowie, zm. 11 marca 1453 w Oporowie) – arcybiskup gnieźnieński i prymas Polski w latach 1449-1453, biskup kujawski 1434-1449, podkanclerzy koronny.

## Życiorys
Był drugim synem wojewody łęczyckiego Mikołaja z Oporowa herbu Sulima. Uzyskał wykształcenie uniwersyteckie (w Padwie) i tytuł naukowy doktora dekretów. Profesor na
wydziale prawa i rektor Uniwersytetu Krakowskiego (1426). Pracował w kancelarii królewskiej Władysława II Jagiełły, z czasem uzyskując urząd podkanclerzego Królestwa Polskiego (1429-1434). Był jednym z najważniejszych współpracowników króla w polityce zagranicznej. Wraz z Mikołajem Kiczką, uczestniczył w 1422 w procesie rzymskim toczącym się pomiędzy Polską a Zakonem krzyżackimi. Był obecny przy wystawieniu przez Władysława II Jagiełłę przywileju jedlneńskiego w 1430 roku. 31 grudnia 1435 roku podpisał akt pokoju w Brześciu Kujawskim.
Był uczestnikiem konfederacji Zbigniewa Oleśnickiego w 1438 roku.
Piastował różne beneficja i urzędy kościelne, z których najważniejsze to: biskupstwo włocławskie (1434-1449) i arcybiskupstwo gnieźnieńskie (1449-1453). Jako arcybiskup gnieźnieński i prymas Polski stał przez 4 lata na czele kościoła polskiego. Był fundatorem gotyckiego zamku w Oporowie koło Kutna, gdzie zmarł 11 marca 1453